# Правда про Чорнобиль
Правда про Чорнобиль — книга Григорія Устиновича Медведєва, видана 1991 р..
Медведєв працював заступником головного інженера на реакторному блоці № 1 Чорнобильської атомної електростанції під час будівництва станції. На момент Чорнобильської катастрофи в 1986 році був заступником директора головного промислового департаменту в Міністерстві енергетики СРСР, який займався будівництвом атомних електростанцій. Оскільки Мєдвєдєв добре знав Чорнобильську АЕС, він був відряджений туди в якості спеціального розслідувача відразу після катастрофи 1986 року.
У своїй книзі Медведєв наводить численні свідчення з перших рук, засновані на численних інтерв'ю, в яких хвилина за хвилиною точно описує, що було і чого не було зроблено як до, так і після вибуху. Вона була описана як трагічна розповідь про повсюдну, інституціоналізовану, бюрократичну некомпетентність, що призвела до аварії; і героїчну, несамовиту самопожертву серед тих, хто мав справу з надзвичайною ситуацією після неї
Книга написана не в документальному стилі, а в дуже особистому, часто від першої особи. Хоча вона містить численні прямі цитати деяких з тих, хто пережив катастрофу, — вона не містить посилань, крім семи виносок.
У 1991 році вона була нагороджена книжковою премією «Лос-Анджелес Таймс» в галузі науки і техніки.